# Luna Miguel
Luna Miguel Santos (Alcalá de Henares, Madrid, 6 de noviembre de 1990) es una poeta, editora y ensayista española.

## Biografía
Hija de la editora independiente Ana Santos Payán y del profesor de enseñanza secundaria Pedro J. Miguel. En 1996 deja Alcalá con su familia y se traslada a vivir a Almería. Entre 2008 y 2011, cursó un Grado de Periodismo en la Universidad Rey Juan Carlos de Madrid, pero abandonó sus estudios para realizar prácticas de edición junto a Claudio López Lamadrid en Penguin Random House, en Barcelona.  Entre 2013 y 2018 fue redactora y editora de la revista PlayGround  y entre 2019 y 2020 dirigió el sello editorial Caballo de Troya junto al también periodista y escritor Antonio J. Rodríguez. Actualmente sus artículos pueden encontrarse en medios como Babelia.
Es pareja del filósofo Ernesto Castro Córdoba y tiene un hijo de su primer matrimonio.

## Trayectoria
Luna Miguel empezó a publicar a los diecinueve años. Es autora de ocho libros de poemas, de la obra de teatro Ternura y derrota, de la novela El funeral de Lolita; de los ensayos feministas El coloquio de las perras , donde reivindica a escritoras hispanas ignoradas por el canon, como Elena Garro, Alcira Soust Scaffo, Gabriela Mistral y Pita Amor; Caliente, una memoria sobre la escritura erótica y el poliamor; y de Leer mata, un relato sobre sus lecturas compulsivas de Iris Murdoch o James Joyce.
Como actriz, ha participado en calidad de extra en el rodaje de Xconfessions 3, de Erika Lust; se ha representado a sí misma en la segunda temporada de Valeria, en Netflix; ha actuado en las obras de teatro Ternura y derrota (2021) y El lugar y el mito (2022) en el Teatro de la Comedia; y ha leído en público durante 48 horas en la performance titulada La muerte de la lectora.

## Obra

### Poesía
- Estar enfermo, Córdoba: La Bella Varsovia, 2010.
- Poetry is not dead, Madrid: DVD, 2010 (2.ª ed. corregida en Córdoba: La Bella Varsovia, 2013).
- Pensamientos estériles, Sevilla: Cangrejo Pistolero, 2011 (2.ª ed. corregida en Córdoba: La Bella Varsovia, 2020).
- La tumba del marinero, Córdoba: La Bella Varsovia, 2013.
- Los estómagos, Córdoba: La Bella Varsovia, 2015.
- El arrecife de las sirenas, Córdoba: La Bella Varsovia, 2017.
- Poesía masculina, Córdoba: La Bella Varsovia, 2021.
- Un amor español, Barcelona: La Bella Varsovia, 2023.

### Relatos
- Exhumación, junto con Antonio J. Rodríguez. Madrid, Alpha Decay, 2010.
- «Buganvilla», en Cuadernos de medusa, Málaga: Amor de Madre, 2018.
- «El fin del mundo», en Ya no recuerdo qué quería ser de mayor, Barcelona: Temas de Hoy, 2019.
- «Jugo», en (h)amor húmedo, Madrid: Continta me tienes, 2020.

### Ensayos
- El dedo. Breves apuntes sobre la masturbación femenina, Madrid: Capitán Swing, 2016.
- El coloquio de las perras, Madrid: Capitán Swing, 2019.
- Caliente, Barcelona: Lumen, 2021.
- Leer mata, Valencia: La Caja Books, 2022.
- Incensurable, Barcelona: Lumen, 2025.

### Novelas
- El funeral de Lolita, Barcelona: Lumen, 2018.

### Teatro
- Ternura y derrota, Madrid: CNTC, 2021. (2.ª ed. corregida en Barcelona: La Bella Varsovia, 2024).

### Literatura infantil
- Hazme volar, Barcelona: La Galera, 2019.